# Arturo Bertolero
Arturo Bertolero (Bereşti, 30 aprile 1907 – ...) è stato un calciatore rumeno naturalizzato italiano, di ruolo attaccante.
È stato il primo calciatore romeno che ha militato in Serie A.

## Carriera
Bertolero iniziò la sua carriera nel 1926 al Napoli, a diciannove anni. Nelle file dei partenopei esordì in Divisione Nazionale nella sconfitta per 5-0 sul campo del Verona del 24 ottobre 1926, nella prima stagione del club campano.

Fu protagonista delle vittoria per 4-1 contro il Livorno in amichevole, Il Giorno di Matilde Serao scrisse 
()
In data 9 novembre 1926, Il Giorno riportò la notizia che il calciatore era stato squalificato per
()
Terminata la squalifica passò al Torino, con cui giocò solo una partita persa contro la Sampierdarenese per 4-1.
Dopo gli esordi scese nelle serie minori militando per due stagioni nel Savona in Prima Divisione, dove si segnalò come buon realizzatore. Nel 1929 venne acquistato dalla Dominante, dove marcò una sola rete in 7 partite di Serie B. Chiude la carriera di nuovo nel Savona in Prima Divisione.

## Statistiche

### Presenze e reti nei club

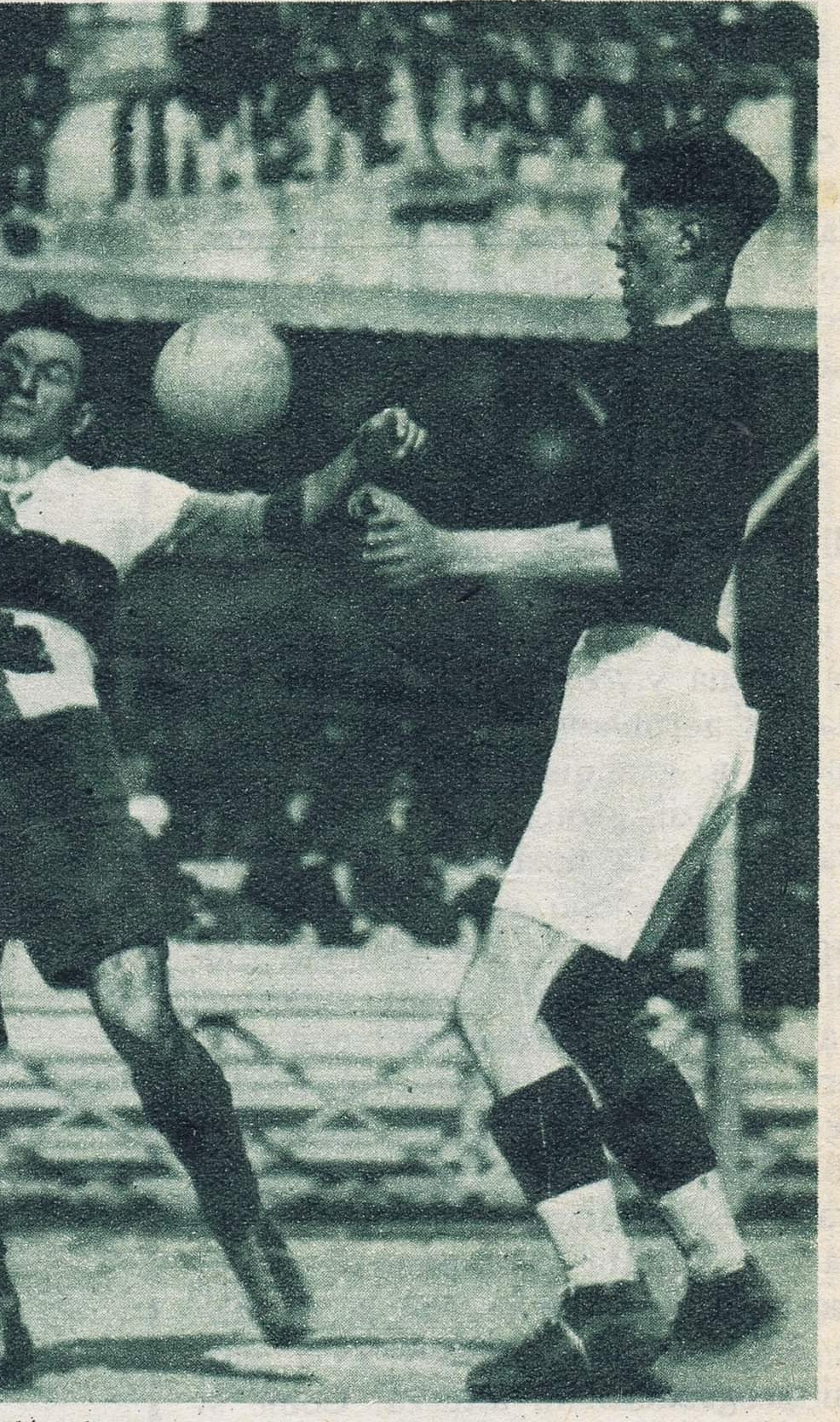
Bertolero durante un'azione di gioco di Sampierdarenese-Torino (20 marzo 1927)

| Stagione        | Club            | Campionato      | Campionato | Campionato | Coppe nazionali | Coppe nazionali | Coppe nazionali | Coppe continentali | Coppe continentali | Coppe continentali | Totale | Totale |
| Stagione        | Club            | Comp            | Pres       | Reti       | Comp            | Pres            | Reti            | Comp               | Pres               | Reti               | Pres   | Reti   |
| --------------- | --------------- | --------------- | ---------- | ---------- | --------------- | --------------- | --------------- | ------------------ | ------------------ | ------------------ | ------ | ------ |
| 1926-1927       | Napoli          | DN              | 1          | 0          | -               | -               | -               | -                  | -                  | -                  | 1      | 0      |
| 1926-1927       | Torino          | DN              | 1          | 0          | -               | -               | -               | -                  | -                  | -                  | 1      | 0      |
| 1927-1928       | Savona          | PD              | 15         | 6          | -               | -               | -               | -                  | -                  | -                  | 15     | 6      |
| 1928-1929       | Savona          | PD              | 26         | 21         | -               | -               | -               | -                  | -                  | -                  | 26     | 21     |
| 1929-1930       | La Dominante    | B               | 7          | 1          | -               | -               | -               | -                  | -                  | -                  | 7      | 1      |
| 1931-1932       | Savona          | PD              | 2          | 1          | -               | -               | -               | -                  | -                  | -                  | 2      | 1      |
| Totale Savona   | Totale Savona   | Totale Savona   | 43         | 28         |                 | -               | -               |                    | -                  | -                  | 43     | 28     |
| Totale carriera | Totale carriera | Totale carriera | 52         | 29         |                 | -               | -               |                    | -                  | -                  | 52     | 29     |

## Palmarès

### Club

#### Competizioni nazionali
- Campionato italiano: 1 (revocato)

Torino: 1926-1927
- Prima Divisione: 1

Savona: 1931-1932 (girone D)